# Emberi zsírból készült szappan

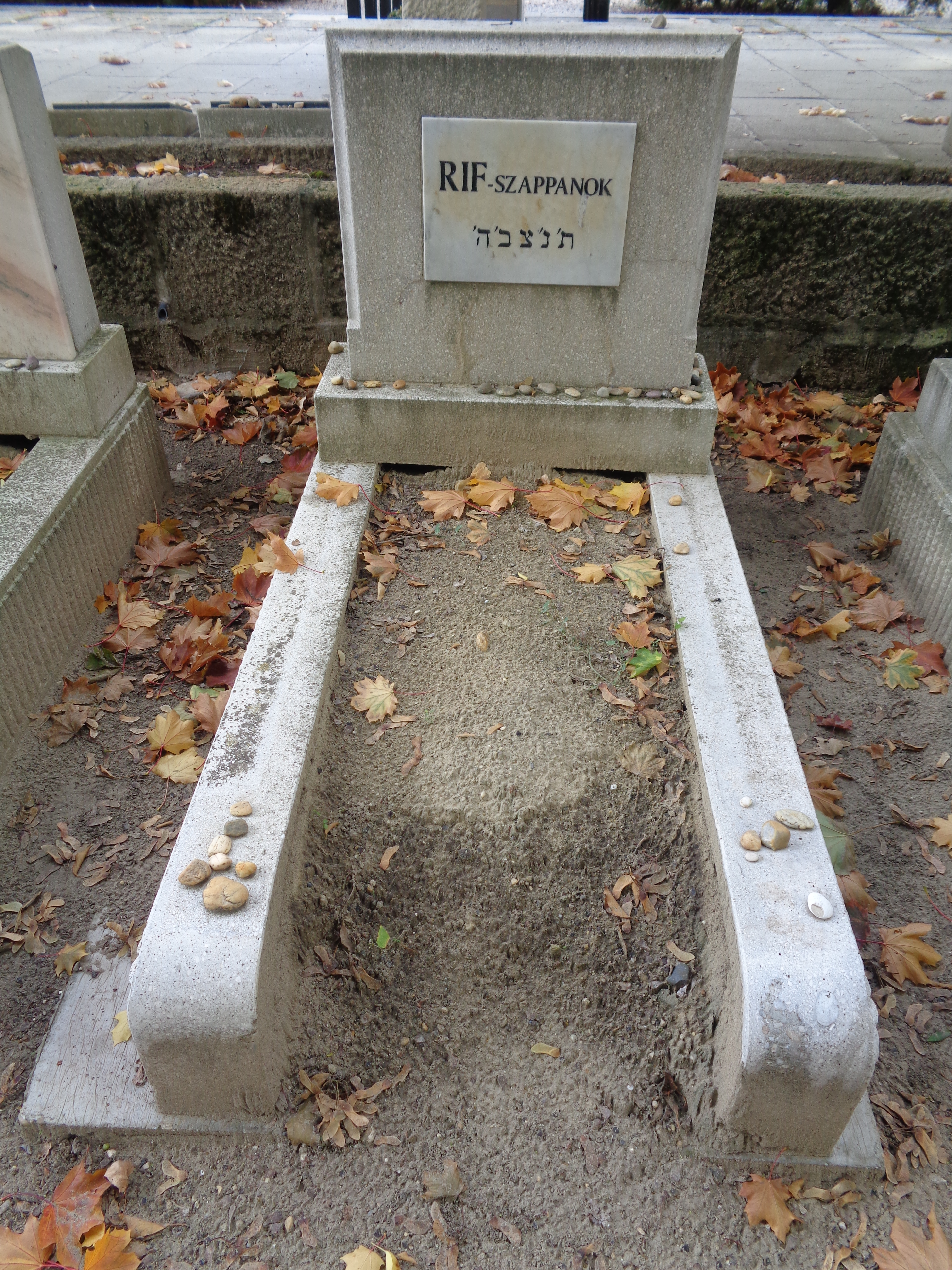
Az emberi zsírból főzött szappanok jelképes sírja a Kozma utcai izraelita temetőben

Az emberi zsírból főzött szappan részben egy, a második világháború idején elterjedt városi legenda, részben egy megtörtént német kísérlet. A legenda szerint a németek az elgázosított zsidók tetemét szappan és más használati tárgyak készítésére használták fel. Noha a német katonák holttestéből főzött szappan már az első világháború alatt is az antant háborús propagandájának része volt, a történet igazán a holokauszt kapcsán terjedt el.
A Danzigi Anatómiai Intézetben valóban kísérleteztek a második világháború végén a németek emberi zsírból való szappan-előállítással, de a tömeggyártási fázisig nem jutottak el. A legenda nagyrészt ezektől a kísérletektől függetlenül keletkezett és terjedt.

## A legenda eredete
Az első világháború alatt, 1917 áprilisában a The Times azt állította, hogy a németek megfőzik halott katonáik testét, és szappant és egyéb termékeket készítenek belőle. 1925-ben Austen Chamberlain akkori brit külügyi államtitkár elismerte, hogy a „tetemgyár” története hazugság volt. Ismert ugyanakkor Leonarda Cianciulli olasz női sorozatgyilkos esete, aki megölt áldozatai testéből főzött ki szappant.
A történet a második világháború kitörése után újra felbukkant, jóval azelőtt, hogy ténylegesen történtek volna ilyen kísérletek. A korabeli viccek és pletykák, illetve a brit hadifoglyok visszaemlékezései azt mutatják, hogy a történetnek széles körben hitelt adtak; ebben az is közrejátszott, hogy a német szappanok „RIF” („Reichsstelle für Industrielle Fettversorgung”, Birodalmi Iparizsírellátó Központ) felirattal készültek, amibe sokan a „Reines Jüdisches Fett” (valódi zsidózsír) szöveget magyarázták bele. Az is hozzájárulhatott a legenda terjedéséhez, hogy a nácik valóban használtak emberi eredetű anyagokat: a levágott hajat például matracok tömésére használták, az emberi csontokat pedig trágyázásra.
1942 novemberében Stephen Wise rabbi beszámolt az amerikai sajtónak ezekről a híresztelésekről; ennek hatására Heinrich Himmler, az SS főnöke, aki tartott az Endlösung tervének kiszivárgásától, szigorúan megtiltotta a zsidó holttestek mindennemű felhasználását.

## Szappanfőzés a Danzigi Anatómiai Intézetben
1944-ben a Danzigi Anatómiai Intézetben Rudolf Spanner professzor kísérletezni kezdett a tetemek boncolása során keletkező melléktermékek szappanfőzéshez való hasznosításával. A konradsteini elmegyógyintézetből, a königsbergi börtönből és a stutthofi koncentrációs táborból származó holttestekből összesen 10 és 100 kg közötti mennyiségű szappan készült az intézetben saját használatra.
Spanner receptje szerint a szappan készítéséhez 5 kiló zsírt, 10 liter vizet és 1 kiló nátronlúgot (színszappanhoz) vagy kálium-hidroxidot (kenőszappanhoz) és egy marék nátrium-karbonátot kell összekeverni, 2-3 órát főzni, egy marék konyhasót hozzáadni és megvárni, amíg megdermed. Ezután a megdermedt felszínt le kell szedni, feldarabolni és 1-2 liter vízben újra 1/2-2 órát főzni, formába önteni és megvárni, amíg megdermed. A kellemetlen szag elnyomására benzaldehid keverhető bele.
A szappan készítése az intézetben dolgoztatott brit hadifoglyok, John Witton és William Anderson Neely visszaemlékezése szerint a következőképpen történt: az intézetbe folyamatosan szállították a meztelen, lefejezett tetemeket (Witton szerint átlagosan napi 7-8 holttestet, Neely szerint 2-3-at). A tetemeket levitték a pincébe, formalint fecskendeztek beléjük, majd nagy fémtartályokban tárolták őket. Egy idő után (Witton körülbelül négy hónapot, Neely 3-4 hetet mond) felvitték őket az intézetbe, felboncolták, majd elhamvasztották őket; csak az ízületeket tartották meg oktatási célra. Azokról a hullákról, amiket csak részlegesen boncoltak fel, eltávolították az alkar, gyomor és láb részén elhelyezkedő szöveteket, és egy kis konyhaasztal méretű forralóval megfőzték őket. A folyadékot tálcákba töltötték, és a napon kiszárították. Az eljárás átlagosan napi 3-4 tálcát eredményezett; a diákok azt állították, hogy szappan készül belőlük.
Neely szerint 1944 áprilisában egy új szerkezetet állítottak üzembe a szappan előállítására: a gép egy elektromosan fűtött tartályt tartalmazott, amiben a tetemek csontját savval feloldották, és egy másik, Bunsen-égőkkel fűtött tartályt, amiben a holttestek zsíros szöveteit főzték ki. A főzés végén a keveréket hagyták kihűlni, majd feldarabolták.

## A háború után
A sokk, amit a náci haláltáborok napvilágra kerülése okozott, a szappan-legendának is szárnyakat adott. Alig született olyan írás a holokausztról, ami ne említette volna. Enciklopédiákba és iskoláskönyvekbe került be; a zsidó túlélők rituálisan német szappanokat temettek el; kiállításokon mutogatták őket, mint a náci rémtettek szimbólumát.
1945 májusában egy szovjet-lengyel bizottság rábukkant a németek által elhagyott anatómiai intézetre, és a szappangyárak bizonyítékát vélték benne felfedezni. A nürnbergi perben a danzigi kísérleteket a tömeggyártást megelőző kutatásként mutatták be. Spannert az elkövetkező pár évben többször is perbe fogták, de a tettét nem találták törvénybe ütközőnek, így felmentették.
A mainstream történészek (például Walter Laqueur, Gitta Sereny, Deborah Lipstadt, Yehuda Bauer, Shmuel Krakowski) a zsidó holttestekből való tömeges szappangyártást legendának tartották; a danzigi szappankészítésről megoszlanak a vélemények. Bauer szerint csak a háború elvesztése akadályozta meg a németeket abban, hogy az ott kifejlesztett technológiát tömegesen alkalmazzák.

## Emberi zsírból készült szappan a tömegkultúrában
Kurt Vonnegut Az ötös számú vágóhíd című könyvében is említés történik a szappanról.
„A terítéke mellé mindenkinek egy borotvakészüléket, egy mosdókesztyűt, egy csomag borotvapengét, egy tábla csokoládét, két szivart, egy szappant, tíz cigarettát, egy doboz gyufát, egy ceruzát és egy gyertyát tettek. Csak a gyertyák és a szappanok készültek Németországban. Volt köztük valami kísérteties, opálos fényű hasonlatosság. Az angolok persze még csak nem is sejthették, hogy azok a gyertyák és szappanok a kiolvasztott zsidók és cigányok, és buzik, és kommunisták, és egyéb államellenes elemek zsírjából készültek. Így megy ez.”
A Harcosok klubja című filmben a főszereplők a zsírleszívásnál keletkezett hulladékból készített szappant árulják.